# Path of Exile 2
Path of Exile 2 é um RPG de ação desenvolvido e publicado pela Grinding Gear Games. Uma sequência de Path of Exile (2013), o jogo foi lançado para Windows PC, PlayStation 5 e Xbox Series X/S em 6 de dezembro de 2024 como um título de acesso antecipado pago, diferente de seu antecessor, que contou com um beta aberto.

## Jogabilidade
Assim como seu antecessor, Path of Exile 2 é um RPG de ação com gráficos isométricos [en]. Ele introduz um novo sistema de habilidades com 240 gemas de habilidade ativas e 200 gemas de suporte. Haverá doze classes de personagens com três classes de ascendência cada. Novas armas serão introduzidas, como lanças, bestas e manguais, além de itens suplementares como focos, armadilhas e cetros redesenhados. A árvore de habilidades passivas terá 2000 habilidades e permitirá especialização dupla. Uma mecânica de movimento de esquiva será adicionada. O espírito, um recurso usado para reservar coisas como auras, será utilizado. Muitas outras mudanças, como lacaios permanentes, habilidades de gatilho, melhorias no mecanismo de jogo e gráficos, e muito mais, farão parte da sequência.   Após completar o enredo de seis atos, os jogadores ganharão acesso a mais de 100 mapas de final de jogo com suas próprias lutas contra chefes e modificadores que permitem versões renovadas de muitas das ligas anteriores de Path of Exile.
O lançamento do acesso antecipado contará com seis das doze classes planejadas: Guerreiro, Monge, Mercenário, Feiticeira, Bruxa e Patrulheiro. Os jogadores podem vivenciar a primeira metade da campanha em dois níveis de dificuldade, seguidos por um sistema de final de jogo evoluído. As classes restantes, incluindo o Druida e a Caçadora, serão introduzidas em atualizações futuras. 

## Desenvolvimento
Em novembro de 2019, a Grinding Gear Games anunciou a sequência, Path of Exile 2, durante sua conferência Exilecon.  A sequência seria originalmente uma nova história de sete atos que estaria disponível junto com a campanha original no Path of Exile original, com as histórias atual e nova levando ao mesmo final de jogo compartilhado. Os jogadores teriam a opção de jogar o Path of Exile ou as campanhas sequenciais antes de chegar ao mesmo final de jogo.  Os jogadores poderão interagir entre si independentemente da campanha escolhida. No entanto, em um anúncio de 2023, foi revelado que a sequência agora seria um jogo separado do Path of Exile original, com uma campanha de seis atos. No entanto, a maior parte do conteúdo adquirido por meio de microtransações pode ser usado em ambos os jogos. 
Uma versão beta do Path of Exile 2 era originalmente esperada para ser lançada "muito tarde" em 2020.  No entanto, foi adiado devido aos bloqueios da COVID-19 na Nova Zelândia, China e outras partes do mundo onde as empresas de terceirização estão localizadas.  O jogo foi lançado em acesso antecipado para Windows PC, PlayStation 5 e Xbox Series X e Series S em 6 de dezembro de 2024. 